# Philipp Lahm
Philipp Lahm (pronunție în germană [ˈfɪlɪp ˈlaːm]) (n. 11 noiembrie 1983, München, Bavaria, Germania de Vest) este un fost fotbalist german retras din activitate care a jucat pe poziția de fundaș la clubul german Bayern München și la echipa națională de fotbal a Germaniei. A reprezentat Germania la Euro 2004, la Campionatul Mondial din 2006, la Euro 2008, la Campionatul Mondial din 2010, la Euro 2012 și la Campionatul Mondial din 2014.

## Statistici

### Club
Actualizat la 8 februarie 2014.
|                      |                  |              | Campionat | Campionat | Cupă      | Cupă      | Cupa Ligii    | Cupa Ligii    | Continental | Continental | Altele | Altele | Total | Total  |
| Club                 | Campionat        | Sezon        | Apps      | Goluri    | Apps      | Goluri    | Apps          | Goluri        | Apps        | Goluri      | Apps   | Goluri | Apps  | Goluri |
| Germany              | Germany          | Germany      | League    | League    | DFB-Pokal | DFB-Pokal | DFL-Ligapokal | DFL-Ligapokal | Europa      | Europa      | Altele | Altele | Total | Total  |
| -------------------- | ---------------- | ------------ | --------- | --------- | --------- | --------- | ------------- | ------------- | ----------- | ----------- | ------ | ------ | ----- | ------ |
| FC Bayern München II | Regionalliga Süd | 2001–02      | 27        | 2         | —         | —         | —             | —             | —           | —           | —      | —      | 27    | 2      |
| FC Bayern München II | Regionalliga Süd | 2002–03      | 34        | 1         | 1         | 0         | —             | —             | —           | —           | —      | —      | 35    | 1      |
| Bayern München       | Bundesliga       | 2002–03      | 0         | 0         | 0         | 0         | 0             | 0             | 1           | 0           | —      | —      | 1     | 0      |
| VfB Stuttgart        | Bundesliga       | 2003–04      | 31        | 1         | 1         | 0         | 1             | 0             | 7           | 0           | —      | —      | 40    | 1      |
| VfB Stuttgart        | Bundesliga       | 2004–05      | 22        | 1         | 2         | 0         | 1             | 0             | 6           | 1           | —      | —      | 31    | 2      |
| Bayern München       | Bundesliga       | 2005–06      | 20        | 0         | 4         | 0         | 0             | 0             | 3           | 0           | —      | —      | 27    | 0      |
| Bayern München       | Bundesliga       | 2006–07      | 34        | 1         | 3         | 0         | 2             | 0             | 9           | 0           | —      | —      | 48    | 1      |
| Bayern München       | Bundesliga       | 2007–08      | 22        | 0         | 5         | 0         | 3             | 0             | 10          | 1           | —      | —      | 40    | 1      |
| Bayern München       | Bundesliga       | 2008–09      | 28        | 3         | 3         | 1         | —             | —             | 7           | 0           | —      | —      | 38    | 4      |
| Bayern München       | Bundesliga       | 2009–10      | 34        | 0         | 6         | 1         | —             | —             | 12          | 0           | —      | —      | 52    | 1      |
| Bayern München       | Bundesliga       | 2010–11      | 34        | 3         | 5         | 0         | —             | —             | 8           | 0           | 1      | 0      | 48    | 3      |
| Bayern München       | Bundesliga       | 2011–12      | 31        | 0         | 5         | 0         | —             | —             | 14          | 0           | —      | —      | 50    | 0      |
| Bayern München       | Bundesliga       | 2012–13      | 29        | 0         | 5         | 0         | —             | —             | 12          | 0           | 1      | 0      | 47    | 0      |
| Bayern München       | Bundesliga       | 2013–14      | 18        | 1         | 1         | 0         | —             | —             | 6           | 0           | 2      | 0      | 31    | 1      |
| Career stats         | Career stats     | Career stats | 364       | 13        | 41        | 2         | 7             | 0             | 95          | 2           | 4      | 0      | 511   | 17     |

- 1.^Statisticile includ DFL-Supercup.

### Meciuri internaționale
La 10 septembrie 2013
| Germania | Germania | Germania |
| An       | Meciuri  | Goluri   |
| -------- | -------- | -------- |
| 2004     | 15       | 1        |
| 2005     | 0        | 0        |
| 2006     | 15       | 1        |
| 2007     | 7        | 0        |
| 2008     | 15       | 1        |
| 2009     | 11       | 0        |
| 2010     | 12       | 1        |
| 2011     | 10       | 0        |
| 2012     | 10       | 1        |
| 2013     | 6        | 0        |
| Total    | 101      | 5        |

### Goluri internaționale
| #  | Data          | Stadion                                | Oponent               | Golul | Rezultat | Competiția          |
| -- | ------------- | -------------------------------------- | --------------------- | ----- | -------- | ------------------- |
| 1. | 28 April 2004 | Stadionul Giulesti, București, România | România               | 1–5   | 1–5      | Meci amical         |
| 2. | 9 June 2006   | WM-Stadion München, München, Germania  | Costa Rica            | 1–0   | 4–2      | FIFA World Cup 2006 |
| 3. | 25 June 2008  | St. Jakob Park, Basel, Elveția         | Turcia                | 3–2   | 3–2      | UEFA Euro 2008      |
| 4. | 3 June 2010   | Commerzbank-Arena, Frankfurt, Germania | Bosnia și Herțegovina | 1–1   | 3–1      | Meci amical         |
| 5. | 22 June 2012  | PGE Arena Gdańsk, Gdańsk, Polonia      | Grecia                | 1–0   | 4–2      | UEFA Euro 2012      |

## Palmares

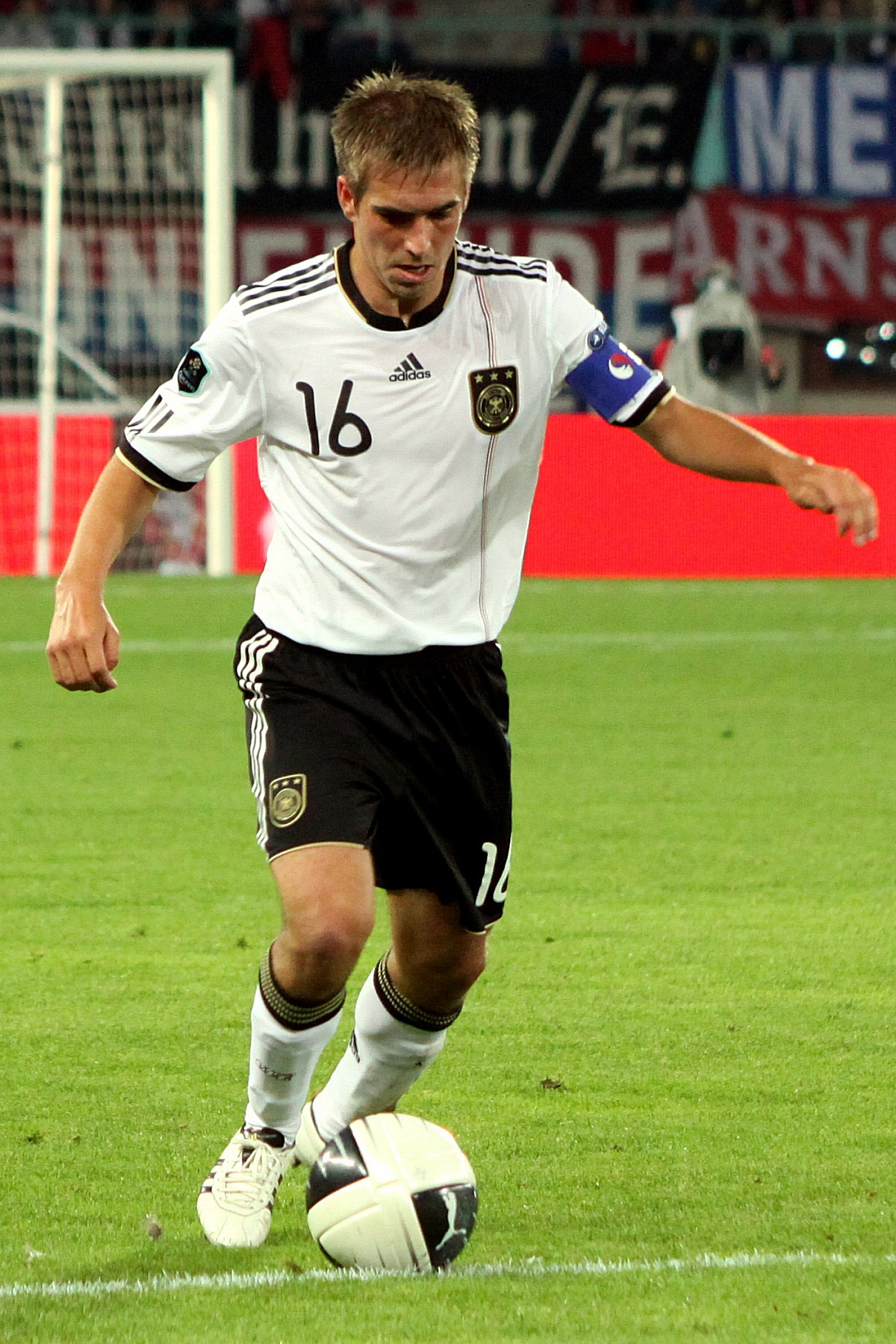
Lahm jucând pentru Germania în 2011

### Club
Bayern München Junior
- Under 19 Bundesliga: 2001, 2002

Bayern München
- Bundesliga: 2002–03, 2005–06, 2007–08, 2009–10, 2012–13 ,2013-2014 ,2015-2016
- DFB-Pokal: 2002–03, 2005–06, 2007–08, 2009–10, 2012–13; Finalist 2011–12
- DFL-Ligapokal: 2007
- DFL-Supercup: 2010, 2012; Finalist 2013
- Liga Campionilor UEFA: 2012–13; Finalist 2009–10, 2011–12
- Supercupa Europei: 2013
- Campionatul Mondial al Cluburilor FIFA: 2013

### Națională
- Campionatul European de Fotbal U-19 Finalist: 2002
- Campionatul Mondial de Fotbal:

Locul trei (2): 2006, 2010
Campion : 2014
- Campionatul European de Fotbal:

Finalist: 2008
Locul trei: 2012

### Individual
- Silbernes Lorbeerblatt: 2006, 2010[4]
- Omul meciului la Campionatul Mondial de Fotbal 2006: Germania vs. Polonia
- FIFA World Cup All-Star Team: 2006, 2010
- Echipa anului UEFA: 2006, 2008, 2012, 2013
- Omul meciului la Euro 2008: Germania vs Turcia
- Echipa turneului la Campionatul European de Fotbal : 2008, 2012
- Balonul de Aur FIFA: 2010, 2013
- ESM Team of the Year: 2013
- Balonul de Argint la Campionatul Mondial al cluburilor FIFA: 2013
- FIFA/FIFPro World XI: 2013